# 체리 주빌레

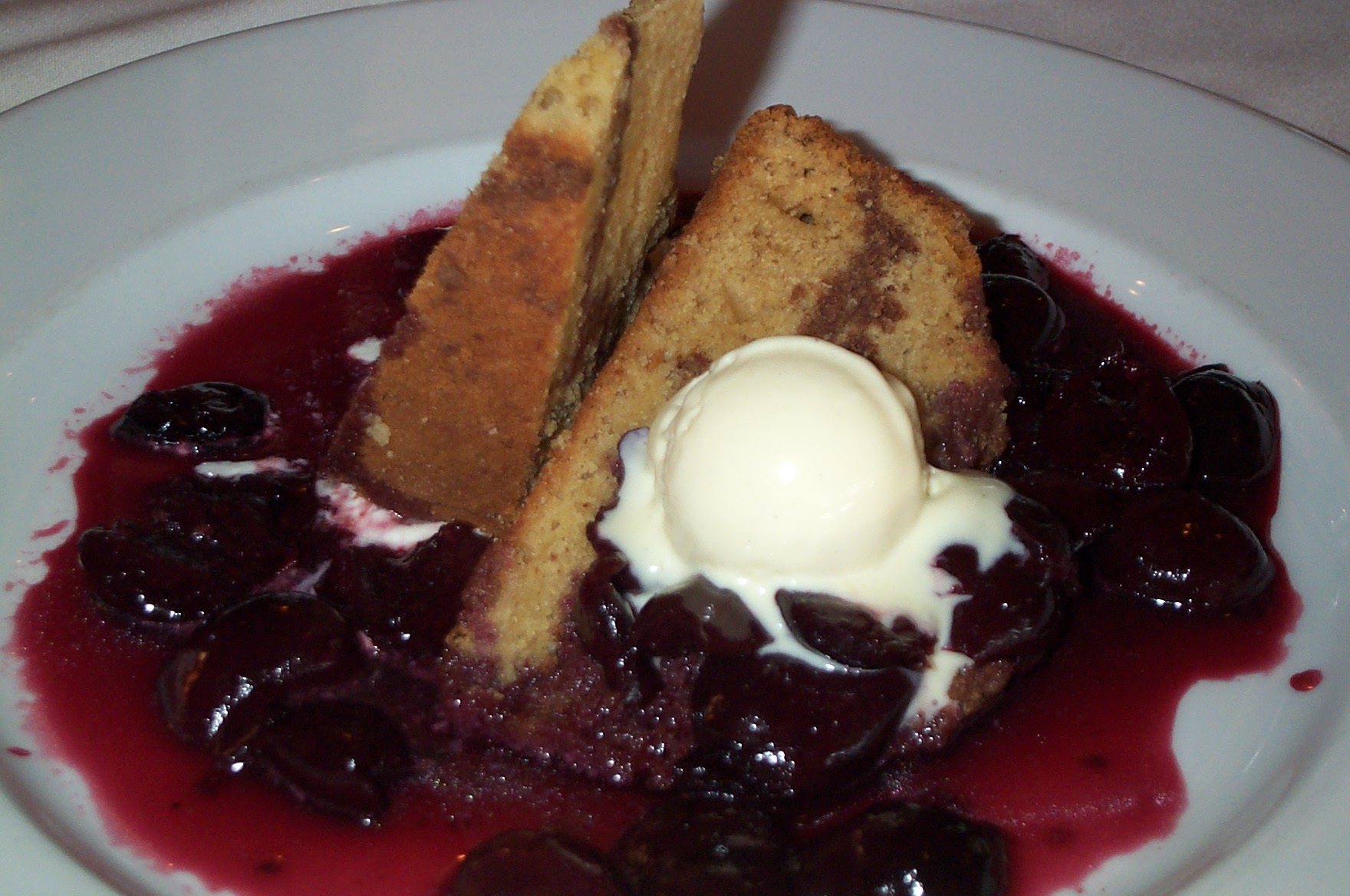
체리 주빌레

체리 주빌레(Cherries jubilee)는 영국에서 만들어진 음식이다. 바닐라 아이스크림에 검정 버찌를 곁들인 디저트이다. 브랜디 또는 키르슈 따위의 리큐어를 붓고 불을 붙여서 완성한다.